# ریورساید، شهرستان کلاکاماس، اورگن
ریورساید (به انگلیسی: Riverside) یک منطقهٔ مسکونی در ایالات متحده آمریکا است که در شهرستان کلاکاماس، اورگن واقع شده‌است. ریورساید ۸۹٫۰ متر بالاتر از سطح دریا واقع شده‌است.